# Оберстенфелд
Оберстенфелд (њем. Oberstenfeld) општина је у њемачкој савезној држави Баден-Виртемберг. Једно је од 39 општинских средишта округа Лудвигсбург. Према процјени из 2010. у општини је живјело 7.943 становника. Посједује регионалну шифру (AGS) 8118060.

## Географски и демографски подаци
Оберстенфелд се налази у савезној држави Баден-Виртемберг у округу Лудвигсбург. Општина се налази на надморској висини од 246 метара. Површина општине износи 21,1 km². У самом мјесту је, према процјени из 2010. године, живјело 7.943 становника. Просјечна густина становништва износи 376 становника/km².